# جانینی (بازیکن فوتبال)
جانینی (انگلیسی: Djaniny؛ زادهٔ ۲۱ مارس ۱۹۹۱) بازیکن فوتبال اهل کیپ ورد است.
از باشگاه‌هایی که در آن بازی کرده است می‌توان به اولیاننسه، آمریکا، الاهلی عربستان سعودی، ناسیونال، لیریا، کروز آزول، بنفیکا بی و سانتوس لاگونا اشاره کرد.
وی همچنین در تیم ملی فوتبال کیپ ورد بازی کرده است.

## دوران باشگاهی

### یونیائو لیرایا
جانینی که در سانتا کروز به‌دنیا آمد، در سن ۱۸ سالگی به پرتغال رفت تا در رشتهٔ انرژی تجدیدپذیر تحصیل کند و بلافاصله فوتبال را با باشگاه Grupo Desportivo Velense که در آنگرا دو هرویسمو و در لیگ منطقه‌ای آزور فعالیت می‌کرد، آغاز کرد. در ۱۸ ژوئیهٔ ۲۰۱۱، پس از به‌ثمر رساندن ۵۰ گل در دو فصل، این بازیکن ۲۰ ساله مستقیماً به لیگ برتر فوتبال پرتغال پیوست و قراردادی سه‌ساله با باشگاه یونیائو لیرایا امضا کرد. او در ۲۱ اوت نخستین بازی رسمی‌اش را انجام داد و ۹۰ دقیقهٔ کامل را در شکست ۲–۱ خارج از خانه برابر پاکوش د فریرا بازی کرد.
جانینی نخستین گل حرفه‌ای‌اش را در ۳۰ اکتبر ۲۰۱۱ به‌ثمر رساند، در پیروزی ۲–۰ خانگی برابر ویتوریا ستوبال او موفق به این کار شد. او در هفتهٔ بعدی لیگ نیز گل دیگری زد، در جریان شکست ۳–۱ مقابل اسپورتینگ گلزنی کرد.

### بنفیکا
جانینی در ژانویهٔ ۲۰۱۲ با باشگاه بنفیکا به توافق رسید و به تیم ذخیره که در لیگا پرتغال ۲ و فصل ۲۰۱۲–۱۳ شرکت می‌کرد، ملحق شد. در ۳۱ اوت، او دوباره تیمش را تغییر داد و به صورت قرضی به اولیاننزه در لیگ برتر پیوست.
جانینی در ۹ بازی ابتدایی‌اش برای تیم اهل آلگاروه نتوانست گلی به‌ثمر برساند؛ تیمی که در پایان فصل ۲۰۱۲–۱۳ تنها با یک امتیاز از سقوط نجات یافت.

### ناسیونال
در ۱۶ ژوئیهٔ ۲۰۱۳، جانینی قراردادش را با بنفیکا فسخ کرد و قراردادی دائمی با باشگاه ناسیونال در لیگ برتر پرتغال بست. او در فصل ۲۰۱۳–۱۴ و تنها فصل حضورش در مادیرا، موفق شد ۹ گل در لیگ به‌ثمر برساند، از جمله دو گل در برد ۵–۰ مقابل آروکا در تاریخ ۱۵ مارس ۲۰۱۴.

## دوران ملی
جانینی نخستین بازی ملی خود را برای تیم ملی کیپ ورد در ۱۴ نوامبر ۲۰۱۲ انجام داد، در یک دیدار دوستانه مقابل غنا. او همچنین بخشی از تیم کیپ ورد در جام ملت‌های آفریقا ۲۰۱۵ بود که در مرحلهٔ گروهی حذف شد.